# مسافرخانه تعطیلات (فیلم)
مسافرخانه تعطیلات (انگلیسی: Holiday Inn) یک فیلم ساخته ایالات متحده در سبک موزیکال به کارگردانی مارک سندریچ و بازی بینگ کرازبی و فرد آستر است که در سال ۱۹۴۲ منتشر شد. این فیلم در سال ۱۹۴۳ برنده جایزه اسکار بهترین ترانه (ایروینگ برلین برای کریسمس سپید) شد و نیز نامزد دو جایزه اسکار بهترین موسیقی فیلم و بهترین داستان غیراقتباسی نیز گردید.

## بازیگران
- بینگ کرازبی
- فرد آستر
- والتر آبل
- ایروینگ برلین
- دونالد براون
- جولیا فی
- میلدرد هریس
- داگلاس مک‌آرتور
- فرانکلین دلانو روزولت
- مارجوری رینولدز
- اروینگ بیکن
- جیمز بل
- لئون بلاسکو
- لوئیز بیورز
- کیتی کلی